# Who You Are
Who You Are (englisch für „Wer du bist“) ist das Debütalbum der britischen Popmusikerin und Rapperin Jessie J. Es erschien am 28. Februar 2011 in Großbritannien und am 12. April 2011 in den USA. Drei Singles sind bereits ausgekoppelt worden: Jessie J's Debütsingle Do It Like a Dude, der Nummer-eins-Hit Price Tag (feat. B.o.B) und Nobody’s Perfect – wobei Price Tag in den USA als erste Single des Albums debütierte. In Großbritannien wurde Who You Are mit Platin ausgezeichnet.

## Musikstil
Gesanglich orientiert sich Jessie J an ihren Vorbildern Whitney Houston und Mariah Carey. Durch ihren gefühl- und kraftvollen Gesang kann Jessie mit der Qualität und dem Niveau ihrer Vorbilder mithalten. Jessie J singt mit ihrem Stimmumfang von fünf Oktaven, der alle Oktaven zwischen Alt und Sopran umfasst, und zeigt ihre Fähigkeit, im Pfeifregister zu singen. Ebenso benutzt Jessie J bei ihrem Gesang das Belting, das auch Sängerinnen wie Christina Aguilera und Patti LaBelle verwenden. In manchen Liedern singt Jessie mit Melisma und einem Pfeifgesang, wie zum Beispiel auch Mariah Carey.
Da ihr Gesang bei jedem Lied im Vordergrund steht, wird das Album auch zum Soul- und Contemporary-R&B-Genre gezählt. Laut eigenen Aussagen will Jessie mit ihrem „verrückten“ Look im Lady-Gaga-Stil beweisen, dass eine Popsängerin auch Soul in ihrem Gesang haben könne. Auch sagte Jessie, dass ihr Gesang kein einziges Mal künstlich bearbeitet wurde.
Das Album lässt sich dadurch kennzeichnen, dass es Pop mit Hip-Hop und Soul verbindet und Jessies Musik einen hohen Wiedererkennungswert gibt. Während sie singt, entwickelt Jessie einen Rap-Gesang, den sie mit ihrem Gesang unterlegt. Diese Eigenschaft sahen viele Kritiker als Chance auf eine erfolgreiche Karriere.
Gelobt wurde auch die Vielfältigkeit der Lieder. Jessie J gehört zu den wenigen Künstler weltweit, die nahezu jedes Musikgenre singen können. Für das Album entwickelte Jessie einen eigenen Stotter-Gesang und einen Gesangsstil, bei dem sie ihr Gesangstempo verändert. So beginnt ihr Gesang bei einigen Liedern langsam und wird zum Ende hin schneller, oder umgekehrt. Ihre eigenen Gesangstile kommen besonders bei den Akustikversionen der Lieder, die auf der Deluxe-Version des Albums enthalten sind, zur Geltung. Auch spricht Jessie während sie singt zu ihren Zuhörern, wodurch sie eine Art Kommunikation mit den Zuhörern herstellen möchte.

## Entstehungsgeschichte und Inhalt
Jessie J arbeitete sechs Jahre lang an ihrem Debütalbum. Nachdem sie im Alter von 16 Jahren mit den Arbeiten am Album begonnen hatte, wurde sie mit 18 Jahren als Songwriterin von Sony Music unter Vertrag genommen. Mit 22 Jahren stellte sie ihr Album endlich fertig und beendete es am 19. Januar 2011.
In einem Interview mit dem britischen Daily Star sagte Jessie J:

“[…]Something tells me this isn’t going to be a come and go story – they’re going to stick around, the fans. […] I think it’s the relatable factor. I expose that I’m not a robot, that I am human and I do have bad days. […] I listen to so many people’s albums and feel I don’t know them at the end of it. […] When you listen to my album you really get to know me. […] For years I’ve been that little girl watching the BRITs saying: ‘I want to win,’ and now I’m the girl getting it. […] I’ve got to be me and not cater to the small majority that want to bring me down, ’cos then I’ll lose my mind. […] I can only write and sing songs that have been shoes I’ve walked in. […] Which is why I like to have a dramatic life, otherwise my album would have been boring.”

„Irgendetwas sagt mir, dass das nicht nur eine Kommen-und-Gehen-Geschichte wird. Die Fans werden einfach dableiben. Ich denke, das ist der Verbundenheits-Faktor. Ich zeige allen, dass ich kein Roboter bin, dass ich ein Mensch bin und schlechte Tage habe. Ich höre mir so viele Alben anderer Leute an und ich habe das Gefühl am Ende des Albums weiß ich nichts über den Künstler selbst. Wenn man mein Album hört, wird man mich wirklich kennenlernen. Jahrelang war ich dieses kleine Mädchen, das die BRIT Awards gesehen und gesagt hat: ‚Ich will gewinnen.‘ Und jetzt bin ich das Mädchen, das diesen Wunsch erfüllt bekommt. Ich muss ich bleiben und mich nicht um die kleine Minderheit scheren, die mich runterziehen will, denn sonst verliere ich den Verstand. Ich kann nur Lieder schreiben oder singen, die zeigen, was ich erlebt habe. Deshalb wünsche ich mir ein dramatisches Leben, andererseits wäre mein Album ziemlich langweilig geworden.“

## Titelliste
1. Price Tag (feat. B.o.B) – 3:42
 Jessica Cornish, Lukasz Gottwald, Claude Kelly, Bobby Ray Simmons / Dr. Luke[5]
2. Nobody’s Perfect – 4:19
3. Abracadabra – 3:50
 Cornish, Gottwald, Kelly / Dr. Luke[6]
4. Big White Room (Live-Version) – 5:29
 Cornish, Sher Agha[7]
5. Casualty of Love – 3:54
 Cornish, Farrah Fleurimond, Martin Kleveland, Natalie Walker / Martin K[8]
6. Rainbow – 3:05
7. Who’s Laughing Now – 3:54
 Cornish, Kyle Abrahams, George Astasio, Peter Ighile, Jason Pebworth, Jon Shave / Parker and James, The Invisible Men[9]
8. Do It Like a Dude – 3:15
 Cornish, Astasio, Pebworth, Shave, Abrahams, Ighile / Parker and James, The Invisible Men[10]
9. Mamma Knows Best – 3:15
 Cornish, Baby Ash[11]
10. L.O.V.E. – 3:50
 Cornish, Toby Gad / Toby Gad[12]
11. Stand Up – 3:27
 Cornish, K-Gee[13]
12. I Need This – 4:20
 Cornish, Robert Allen, Warren Felder, Tanner and Vice / Oak[14]
13. Who You Are – 3:50
 Cornish, Gad, Shelly Peiken / Toby Gad[15]
14. Price Tag (Akustik-Version) – 3:42 (Deluxe Edition)
 Jessica Cornish, Lukasz Gottwald, Claude Kelly, Bobby Ray Simmons[5]
15. Do It Like a Dude (Akustik-Version) – 3:15 (Deluxe Edition)
 Cornish, Astasio, Pebworth, Shave, Abrahams, Ighile[6]
16. Who You Are (Akustik-Version) – 3:50 (Deluxe Edition)
 Cornish, Gad, Shelly Peiken[15]
17. Price Tag (feat. B.o.B) Musikvideo – 3:42 (Deluxe Edition)
18. Do It Like a Dude Musikvideo – 3:15 (Deluxe Edition)

Außerdem veröffentlichte Jessie J eine „Platinum Edition“ ihres Albums, auf dem noch die Songs Domino (DE #22; US #6; UK #1), My Shadow und Laserlight (feat. David Guetta) zu finden sind.

## Kommerzieller Erfolg

### Chartplatzierungen
| ChartsChartplatzierungen       | Höchstplatzierung | Wochen |
| ------------------------------ | ----------------- | ------ |
| Deutschland (GfK)              | 18 (14 Wo.)       | 14     |
| Österreich (Ö3)                | 22 (5 Wo.)        | 5      |
| Schweiz (IFPI)                 | 30 (32 Wo.)       | 32     |
| Vereinigte Staaten (Billboard) | 11 (18 Wo.)       | 18     |
| Vereinigtes Königreich (OCC)   | 2 (103 Wo.)       | 103    |

| ChartsJahrescharts (2011)    | Platzierung |
| ---------------------------- | ----------- |
| Vereinigtes Königreich (OCC) | 8           |

| ChartsJahrescharts (2012)    | Platzierung |
| ---------------------------- | ----------- |
| Vereinigtes Königreich (OCC) | 16          |

### Auszeichnungen für Musikverkäufe
| Land/Region                  | Auszeichnungen für Musikverkäufe (Land/Region, Auszeichnung, Verkäufe) | Verkäufe    |
| ---------------------------- | ---------------------------------------------------------------------- | ----------- |
| Australien (ARIA)            | Gold                                                                   | 35.000      |
| Dänemark (IFPI)              | Platin                                                                 | 20.000      |
| Europa (IFPI)                | Platin                                                                 | (1.000.000) |
| Indonesien (ASIRI)           | Gold                                                                   | 10.000      |
| Irland (IRMA)                | 2× Platin                                                              | 30.000      |
| Neuseeland (RMNZ)            | 3× Platin                                                              | 45.000      |
| Philippinen (PARI)           | 4× Platin                                                              | 60.000      |
| Singapur (RIAS)              | Platin                                                                 | 10.000      |
| Vereinigte Staaten (RIAA)    | Platin                                                                 | 1.000.000   |
| Vereinigtes Königreich (BPI) | 4× Platin                                                              | 1.350.000   |
| Insgesamt                    | 2× Gold · 17× Platin ·                                                 | 2.560.000   |

Hauptartikel: Jessie J/Auszeichnungen für Musikverkäufe